# Jaime Fadrique
Jaime Fadrique fue un noble catalán que se convirtió en conde de Salona, así como en señor de varias otras ciudades de la Grecia Central desde c. 1355 hasta su muerte en 1366.

## Biografía
Jaime era hijo de Alfonso Fadrique, vicario general de Atenas y Neopatria, y Marulla de Verona.
Como el papado apoyó las pretensiones de Gualterio VI de Brienne sobre el Ducado de Atenas, Jaime (junto con su padre y su hermano Pedro Fadrique) estuvo entre los jefes catalanes excomulgados el 29 de diciembre de 1335 por Guillermo Frangipani, arzobispo latino de Patras. De acuerdo con el testamento de su padre, Jaime sucedió en los dominios de su hermano mayor Pedro (el Condado de Salona, las baronías de Lidoriki, Veteranitsa y quizás Zituni) después de que este último muriera sin hijos en algún momento antes de 1355. Estos posesiones habían sido confiscadas por la Corona de Aragón unos años antes, pero Jaime aparentemente logró asegurar su regreso a través de la mediación de una embajada enviada por los señores catalanes de Grecia al rey Federico III. La misma embajada solicitó destituir al vicario general titular, Raymond Berardi, e instalar a Jaime en su lugar, pero no está claro si esta solicitud fue concedida. Si Jaime fue nombrado vicario general, hacia 1359 había perdido el cargo ante Gonsalvo Ximénez de Arenós.
En 1361-1362, Jaime enfrentó la hostilidad del nuevo vicario general, Pedro de Pau, quien se apoderó de los castillos de Salona, Lidoriki y Veteranitsa, antes de morir en un levantamiento en 1362. En 1365, Jaime se apoderó la fortaleza de Siderocastro del mariscal Ermengol de Novelles, que se había declarado rebelde por negarse a entregarla al vicario general designado, Mateo de Moncada. Jaime luego se quedó con el castillo para sí mismo. Jaime murió en 1366 y fue sucedido por su hijo Luis Fadrique en Zituni y Siderocastro. Jaime también había dejado en herencia a su hermano "todos sus derechos y propiedades" en el Ducado de Atenas, incluidos Salona,  Lidoriki y Veteranitsa. Jaime también entregó la isla de Egina a su hermano Bonifacio, quien se la concedió a su hijo Pedro. Bonifacio y Luis pronto estuvieron en desacuerdo, y después de un breve conflicto armado en c. 1375 Luis salió victorioso y desposeyó a su tío y primo.